# Dürnstein
Dürnstein é um município da Áustria localizado no distrito de Krems-Land, no estado de Baixa Áustria.
A povoação de Dürnstein é coroada pelas ruínas de um castelo onde Ricardo Coração de Leão esteve preso aquando do seu regresso do Próximo Oriente durante a Terceira Cruzada, no século XII. Destaca-se agora pelos seus vinhos brancos e o mosteiro barroco cuja torre, de azul intenso, quase pretende rivalizar em beleza com o Danúbio.
Neste cidade foi gravado parte do filme Sissi, que conta a história da imperatriz.